# René Richard
Pour les articles homonymes, voir René Richard (homme politique) et Richard.
René Richard (1895-1982) est un artiste-peintre canadien d’origine suisse.

## Biographie
Né le 1er décembre 1895 à La Chaux-de-Fonds, en Suisse, René Richard et sa famille s’installent au Canada en 1909.
À l’âge de 18 ans, il devient trappeur et coureur des bois dans le nord de l’Alberta. Il reporte ses randonnées dans des centaines de dessins.
Il rencontre Clarence Gagnon en Europe en 1927, peu après avoir porté son intérêt vers la peinture. C’est cette rencontre qui le convaincra, dix ans plus tard de venir s’installer au Québec où il se consacre à son art.
Il s’installe à Baie-Saint-Paul en 1942 et expose régulièrement à Québec et Montréal, notamment à la Galerie L'Art français, mais retourne, en 1948 puis en 1952, dans l'Ungava. Il présente une exposition individuelle en 1967, au Musée du Québec et dix ans plus tard, une exposition rétrospective.
En 1977, le Musée national des beaux-arts du Québec acquiert un lot important d'œuvres de cet artiste. En 1980, il fait une importante donation de ses œuvres à l’Université Laval.
Il décède en 1982 à l'âge de 86 ans.

## Honneurs et distinctions

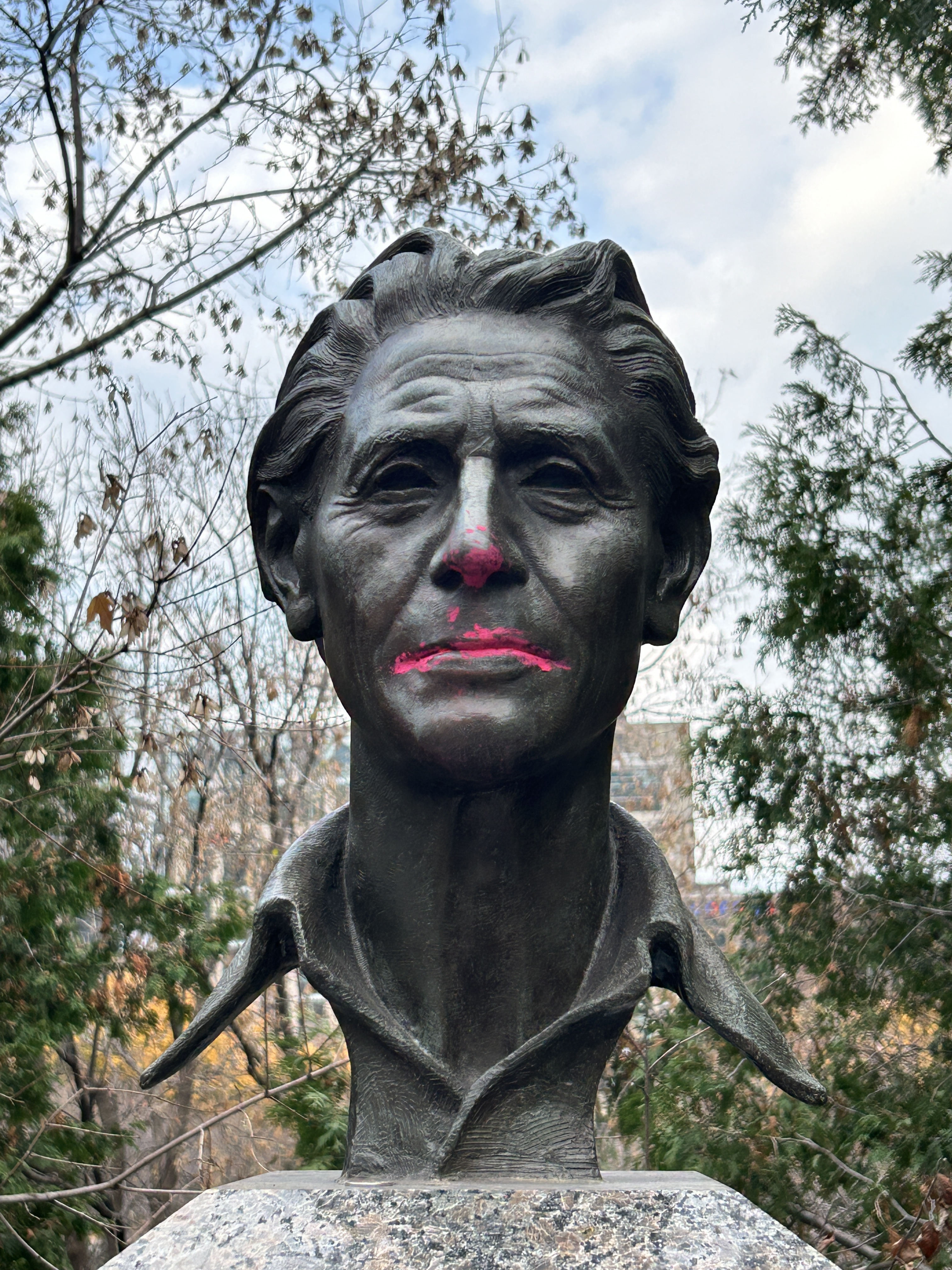
Monument en hommage à René Richard situé dans le quartier Saint-Roch à Québec.

Il est élu à la fin de sa vie, à l’Académie royale des arts du Canada et reçoit en 1973, l’Ordre du Canada. De plus, une de ses œuvres est reproduite par Postes Canada dans une série de timbres sur l’art canadien représentant les Territoires du Nord-Ouest.
En particulier, la ville de Baie-Saint-Paul a honoré René Richard de diverses façons :
- la bibliothèque municipale, inaugurée en 1998, porte son nom[4] ;
- sa maison, acquise par René Richard en 1942, est aujourd'hui une galerie d'art et on peut y visiter l'atelier de l'artiste[5] ;
- une plaque commémorative a été dévoilée en 1982[6].

Outre Baie-Saint-Paul, la ville de Québec a nommée une rue René-Richard, en son honneur, en 1985, La ville de Lévis nomme une rue au nom de l'artiste en 2014.
Dans la ville de Québec, il y a un monument en hommage à René Richard situé dans le Jardin Jean-Paul-L'Allier dans le quartier Saint-Roch . L'œuvre d'Alain Gourdon est présente depuis 1998.